# 163. jaktflygdivisionen
163. jaktflygdivisionen även känd som Petter Gul var en jaktflygdivision inom svenska flygvapnet som verkade i olika former åren 1944–2000. Divisionen var baserad på Ärna flygplats nordväst om Uppsala.

## Historik
Petter Gul var 3. divisionen vid Upplands flygflottilj (F 16), eller 163. jaktflygdivisionen inom Flygvapnet, och bildades i Uppsala troligtvis den 1 maj 1944. Dess första chef var Kapten Tomas Stålhandske. Divisionens trotjänare var J 35 Draken, vilken var operativ vid divisionen åren 1963–1986. I februari 1986 landade major Jan-Olov Persson flottiljens första Jaktviggen på Ärna, där flygplanet "Petter 59" eskorterades av två J 35 Draken. År 1986 blev 163. jaktflygdivisionen flottiljens första division att bli operativ med JA 37-systemet. Den 29 juni 1990 mottog divisionen flygplansindivid 37449, vilket var det sista tillverkade flygplanet i Viggen-serien. Den 1 september 2000 upplöstes divisionen, och de kvarvarande delarna uppgick i 162. jaktflygdivisionen (Petter Blå).

## Materiel vid förbandet
Jaktflyg

- 1944–1945: J 22
- 1945–1952: J 26 Mustang
- 1952–1962: J 29A Tunnan
- 1963–1986: J 35A/B/F Draken
- 1986–2000: JA 37 Viggen

## Förbandschefer
Divisionschefer vid 163. jaktflygdivisionen (Petter Gul) åren 1944–2000.

- 1944–1945: Thomas Stålhandske
- 1945–19??: Klerren "Propeller-Nisse" Nilsson [a]
- 19??–1951: ???
- 1951–1955: Åke Lönnberg
- 1955–1984: ???
- 1984–1986: Tord Karlsson
- 1986–1988: ???
- 1988–1992: Thomas Karlsson
- 1992–2000: ???

## Anropssignal, beteckning och förläggningsort
| Petter Gul | 1944-05-01 | – | 2000-08-31 |

| 163. jaktflygdivisionen | 1944-05-01 | – | 2000-08-31 |

| Ärna flygplats (F) | 1944-05-01 | – | 2000-08-31 |